# 阳谷县
陽穀縣是中华人民共和国山东省聊城市所辖的县。山東省西部，聊城市南端，黃河之北。縣人民政府駐僑潤街道。

## 歷史
春秋时期齊邑。魯僖公三年（前657年），齊侯、宋公、江人、黃人會于陽穀，謀伐楚，即此。漢為須昌縣地。隋開皇十六年析置陽穀縣，取縣界故陽穀亭為名。宋太平興國四年以河水衝破縣城移於今治。明清皆屬兖州府。
1947年为纪念抗日战争中牺牲的中共烈士徐翼，以阳谷县东部和东阿县西部析置徐翼县，1949年并入阳谷县。

## 人口
根據第七次全国人口普查數據，截至2020年11月1日零時，陽穀縣常住人口為700083人。

## 行政区划
阳谷县下辖3个街道办事处、14个镇、1个乡：
博济桥街道、侨润街道、狮子楼街道、阎楼镇、阿城镇、七级镇、安乐镇、定水镇、石佛镇、李台镇、寿张镇、十五里园镇、张秋镇、郭店屯镇、西湖镇、高庙王镇、金斗营镇和大布乡。

## 交通
- 341国道过境。

## 文艺创作
- 武松：《水浒传》人物，在阳谷县景阳冈，先是不顾“三碗不过岗”的劝告狂饮，后打死老虎，为民除害，是为“武松打虎”，今日阳谷县有景阳冈旅游区。